# Hagéville
Hagéville ist eine französische Gemeinde mit 110 Einwohnern (Stand 1. Januar 2022) im Département Meurthe-et-Moselle in der Region Grand Est (vor 2016 Lothringen). Sie gehört zum Arrondissement Toul (bis 2022: Arrondissement Briey) und zum Kanton Jarny.

## Geografie
Die Gemeinde liegt etwa 40 Kilometer nördlich von Toul und etwa 25 Kilometer südwestlich von Metz an der Grenze zum Département Meuse. Nachbargemeinden sind Xonville im Norden, Chambley-Bussières im Nordosten, Saint-Julien-lès-Gorze im Osten und Südosten, Dommartin-la-Chaussée und Dampvitoux im Süden sowie Lachaussée (im Département Meuse) im Westen und Nordwesten. Die Gemeinde besteht aus den Orten Champs und Hagéville. Der Aérodrome de Chambley liegt teilweise auf dem Gebiet der Gemeinde, das innerhalb des Regionalen Naturparks Lothringen liegt.
Rund zwei Drittel der Fläche der Gemeinde werden landwirtschaftlich genutzt. Der temporär trockenfallende Ruisseau de Xonville entspringt auf dem Gebiet der Gemeinde.
Die Route départementale D901 (frühere Route nationale 401) durchquert das Gemeindegebiet von Nordost nach Südwest.

## Geschichte
Funde aus gallo-römischer Zeit belegen eine frühe Besiedlung. Hagéville und Champs gehörten historisch zur Provinz Trois-Évêchés (Drei Bistümer), die faktisch 1552 an Frankreich fiel. Von 1793 bis 1801 waren Hagéville und Champs dem Arrondissement und Distrikt Metz zugeteilt und in den Kanton Mars-la-Tour eingegliedert. Seit 1801 waren die Gemeinde dem Kanton Gorze (der später zum Kanton Chambley wurde) zugeordnet. Im Jahr 1809 vereinigten sich das bisherige Hagéville (1806: 188 Einwohner), Champs (1806: 87 Einwohner) und Dampvitoux (1806: 174 Einwohner) zur neuen Gemeinde Hagéville. Im Jahr 1833 schied Dampvitoux wieder aus. Die Gemeinde lag bis 1871 im alten Département Moselle, seither bildet sie einen Teil des Départements Meurthe-et-Moselle. Nach 1871 gehörte sie zum Arrondissement Briey, im Zuge der Neuordnung der Arrondissements seit dem 1. Januar 2023 zum Arrondissement Toul.
Auf dem Gemeindegebiet liegt der größte Teil des Flupplatzes Chambley-Bussières, der 1953 in Betrieb ging. Seit 1989 findet dort das Heißluftballon-Festival Mondial Air Ballons statt.

## Bevölkerungsentwicklung
| Jahr                                                | 1962 | 1968 | 1975 | 1982 | 1990 | 1999 | 2007 | 2019 |
| Einwohner                                           | 120  | 126  | 109  | 110  | 94   | 85   | 116  | 111  |
| Quellen: Cassini und INSEE; heutiges Gemeindegebiet |      |      |      |      |      |      |      |      |

## Sehenswürdigkeiten
- Mehrere Bauernhäuser aus dem 19. Jahrhundert
- Pfarrkirche Saint-Hilaire, erbaut gegen 1926 als Ersatz für den im Ersten Weltkrieg zerstörten Vorgängerbau aus dem 19. Jahrhundert
- Denkmal für die Gefallenen[1]
- Botanischer Garten mit einem Japanischen Garten